# Volvic
Volvic ist eine französische Gemeinde mit 4.779 Einwohnern (Stand 1. Januar 2022) im Département Puy-de-Dôme in der Region Auvergne-Rhône-Alpes. Die Kommune liegt im Arrondissement Riom und dort im Kanton Châtel-Guyon. Sie ist Mitgliedsgemeinde im Regionalen Naturpark Volcans d’Auvergne.
Aus Volvic stammt das Mineralwasser gleichen Namens, das heute vom Danone-Konzern vertrieben wird. Ein weiterer lokaler Wirtschaftszweig ist der Abbau des schwarzen Vulkangesteins Trachyandesit. Dessen Gewinnung begann spätestens am Ende des 12. Jahrhunderts.

## Geografie
Die Gemeinde Volvic liegt am Nordostrand des Zentralmassivs, etwa 14 Kilometer nordnordwestlich von Clermont-Ferrand und 44 Kilometer südwestlich von Vichy. Das Gelände der 27,78 km² umfassenden Gemeinde reicht vom 988 m hohen Puy de la Nugère im Westen bis an den Rand des geschützten Grabenbruches der Limagne im Osten.
Zu Volvic zählen die Ortsteile Tournoël, Crouzol, Le Lac, Les Riaumes, Viallard, Moulet-Marcenat, Luzet, Le Cratère und Tourtoule.
Nachbargemeinden von Volvic sind Enval im Nordosten, Malauzat im Osten und Südosten, Sayat im Süden, Chanat-la-Mouteyre und Saint-Ours im Südwesten sowie Charbonnières-les-Varennes im Westen und Nordwesten.

## Sehenswürdigkeiten
- Burg Tournoël
- Château de Bosredon
- Volvic-Besucherzentrum[1]
- die romanische Kirche Saint-Priest[3]

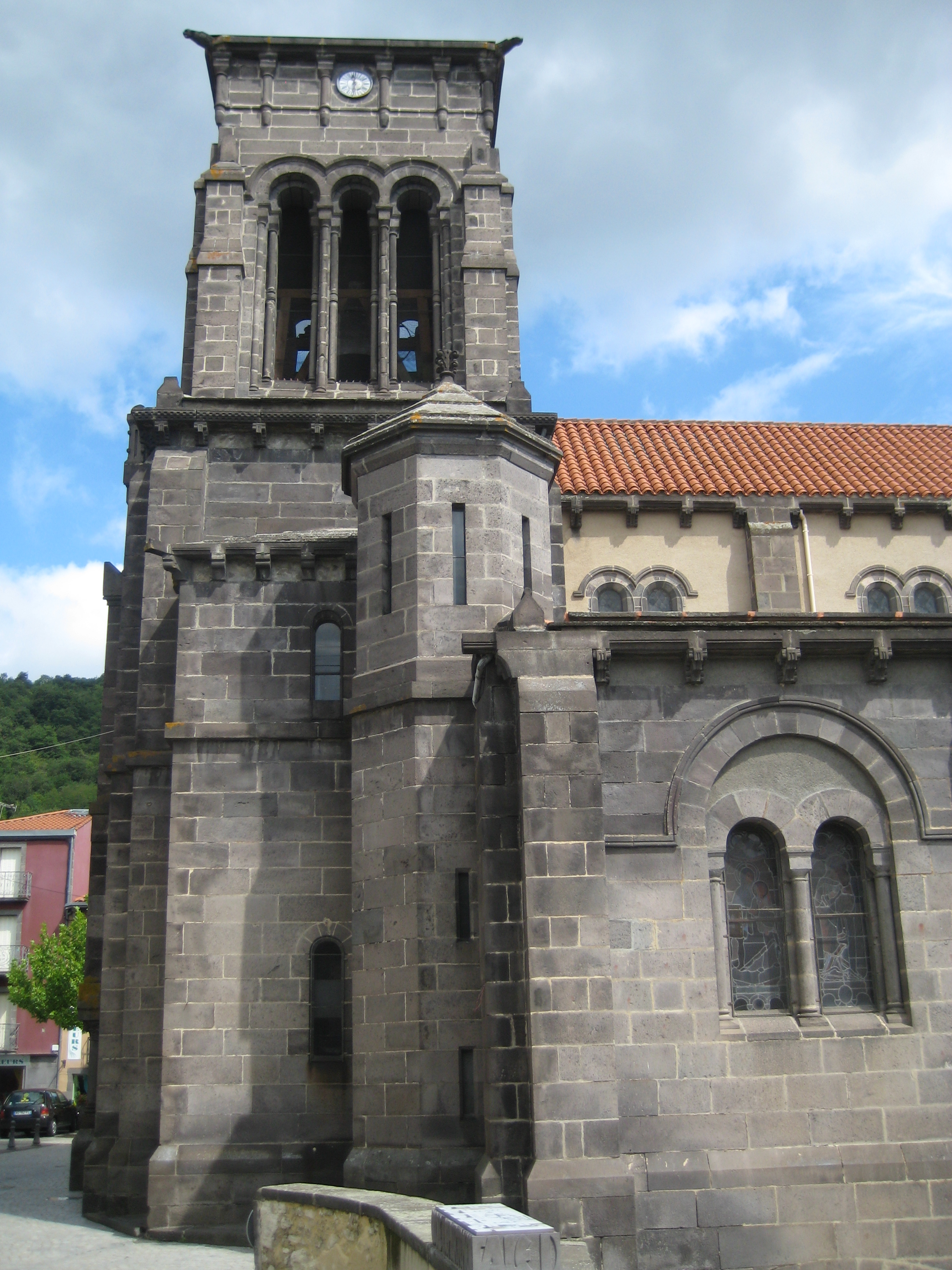
Die Kirche Saint-Priest in Volvic

## Bevölkerungsentwicklung
| Jahr                       | 1962 | 1968 | 1975 | 1982 | 1990 | 1999 | 2009 |
| Einwohner                  | 2681 | 3030 | 3253 | 3587 | 3930 | 4202 | 4582 |
| Quellen: Cassini und INSEE |      |      |      |      |      |      |      |

## Gemeindepartnerschaften
- Kirriemuir, Schottland, seit 1976
- Unterschneidheim, Baden-Württemberg, seit 1988

## Persönlichkeiten
- Amable Bourzeis (1606–1672), Gelehrter und Literat, geboren in Volvic